# 崔彭
崔彭（？—？），字子彭，博陵郡安平县（今河北省衡水市安平县）人，出自博陵崔氏的博陵第二房，北周、隋朝官员。

## 生平
崔彭的祖父崔楷是北魏殷州刺史，父亲崔谦是北周荆州总管。崔彭少年丧父，事奉母亲以孝顺闻名。崔彭性格刚毅，有军事才略，精于骑马射箭，爱读《周官》、《尚书》，粗略知晓其中的大概含义。周武帝宇文邕时，崔彭担任侍伯上士，屡次升迁至门正上士。
杨坚担任北周丞相时，陈王宇文纯镇守齐州，杨坚担心宇文纯发动变乱，派遣崔彭以率领两名骑士征召宇文纯回朝廷。崔彭到距离齐州三十里的地方，假称生病，在客舍中停下来，派人对宇文纯说：“天子有诏书下达到大王的所在，崔彭苦于疾病，不能勉强前来，请大王光临崔彭之处。”宇文纯怀疑有变故，多带随从到崔彭处。崔彭走出客舍迎接，察觉宇文纯有怀疑的神色，担心宇文纯不听征召，就骗他说：“请大王避开众人，将有机密传达。”宇文纯示意随从退去，崔彭又说：“将要宣读诏书，请大王下马。”宇文纯于是下马，崔彭对自己的骑士说：“陈王不服从诏书的征召，将他捉住。”骑士就捉住了宇文纯并给他加上锁链。崔彭于是大声说：“陈王有罪，诏书征召他回朝，旁人不得轻举妄动。”宇文纯的随从惊愕地离去。杨坚见到宇文纯后大为高兴，授任崔彭为上仪同。
隋文帝杨坚登基后，崔彭升任监门郎将，兼领右卫长史，被赐予安阳县男的爵位。几年后，崔彭转任车骑将军，随后转任骠骑将军，一直主持皇宫守卫。崔彭个性谨慎缜密，在禁宫二十多年，只要在仪卫中当职，就整天正襟危坐，从未有懈怠的表情，隋文帝很满意。隋文帝经常对崔彭说：“爱卿当职的时候，我休息睡觉很安稳。”隋文帝又曾经对崔彭说：“爱卿的骑射确实超越常人，还懂得学问吗？”崔彭说：“臣小时候喜爱《周礼》、《尚书》，每逢闲暇假日，不敢弃置不读。”隋文帝说：“试着给我讲讲。”崔彭就谈了君臣恭谨慎重的义理，隋文帝称好，旁观者认为崔彭懂得先哲的教诲。崔彭后加上开府，升任备身将军。
隋文帝曾经在武德殿宴请达头可汗的使者，有鸽子在殿梁上鸣叫。隋文帝命令崔彭射鸽子，崔彭一击即中。隋文帝非常高兴，赐给崔彭一万钱币。突厥使者返回后，达头可汗又再次派遣使者对隋文帝说：“请求与崔将军见一面。”隋文帝说：“这一定是崔彭以善于射箭在突厥汗庭中闻名，所以来请求。”于是就派崔彭前去。崔彭到突厥后，达头可汗召集数十个善于射箭的人，把肉块抛投到野外，吸引集中飞鸢，派善射的人去射，大多射不中。达头可汗又请崔彭去射，崔彭连射数箭，飞鸢都应弦坠落。突厥人相顾无言，没有不叹服的。达头可汗留住崔彭不放达到一百多天，隋文帝用丝绸锦帛贿赂突厥，崔彭才得以返回。仁寿末年，崔彭爵位晋升为安阳县公，食邑二千户。
隋炀帝杨广即位后，崔彭于仁寿四年九月乙巳（604年10月10日）升任左领军大将军，跟随隋炀帝前往洛阳，崔彭总督后军。当时汉王杨谅反叛刚被平定，残余党徒往往聚集在一起，隋炀帝命令崔彭率领数万人镇守防备崤山以东，又兼任慈州刺史。隋炀帝因为崔彭清廉，赐给他绢帛五百匹。崔彭不久就去世，虚岁六十三。隋炀帝派遣使者吊唁祭祀，赠予大将军，谥号肃，儿子崔宝德继承爵位。

## 其他
隋文帝曾经梦见自己想登上高山却不能实现，崔彭捧着自己的脚，李盛扶着自己的肘，才登上山。隋文帝因此对崔彭说：“我生死当与你一起了。”王劭说：“这梦大吉。登上高山，表明高大安稳，永远如山一样。彭犹如彭祖，李犹如李老，二人扶侍，实是长寿的征兆。”隋文帝听了这话，喜形于色。这一年，隋文帝去世，不久崔彭也去世了。

## 家族

### 兄弟姐妹
- 崔君治[15]
- 崔市妃，嫁北齐齐州刺史赵国李祖昇[15]
- 崔旷，北周开府仪同大将军、淅州刺史、武康郡公
- 崔晔，隋朝开府仪同三司、十二卫大将军

### 子女
- 崔宝德，隋朝主爵郎中、安阳县公
- 崔知德，隋朝绛丞、安阳男
- 崔知机，隋朝洛州刺史

## 延伸阅读
[在维基数据编辑]
 《隋書·卷54》，出自魏徵《隋书》